# Jan Harke Bakker
Jan Harke (Jan) Bakker (Ruischerbrug, 30 januari 1893 - Delfzijl, 4 maart 1975) was een Nederlands schaatser. Bakker veroverde op het NK allround 1917 de Nederlandse titel en in 1924 werd hij 'provinciaal Gelders Kampioen'. Bakker was landbouwer van beroep te Spijk (Groningen).

## Persoonlijke records
| Afstand      | Tijd    | Datum           | Baan        |
| ------------ | ------- | --------------- | ----------- |
| 500 meter    | 55,0    | 4 februari 1917 | Stadskanaal |
| 1500 meter   | 2.57,6  | 21 januari 1914 | Zwolle      |
| 3000 meter   | 6.15,2  | 3 december 1921 | Groningen   |
| 5000 meter   | 10.34,0 | 27 januari 1917 | Veendam     |
| 10.000 meter | 21.58,6 | 21 januari 1914 | Zwolle      |

## Resultaten
| Jaar | NK allround |
| ---- | ----------- |
| 1914 | Zilver      |
| 1917 | Goud        |
| 1922 | Zilver      |

https://www.schaatshistorie.nl/schaatsenrijders/ned-hardrijders/jan-harke-bakker/